# Ulrich von Singenberg

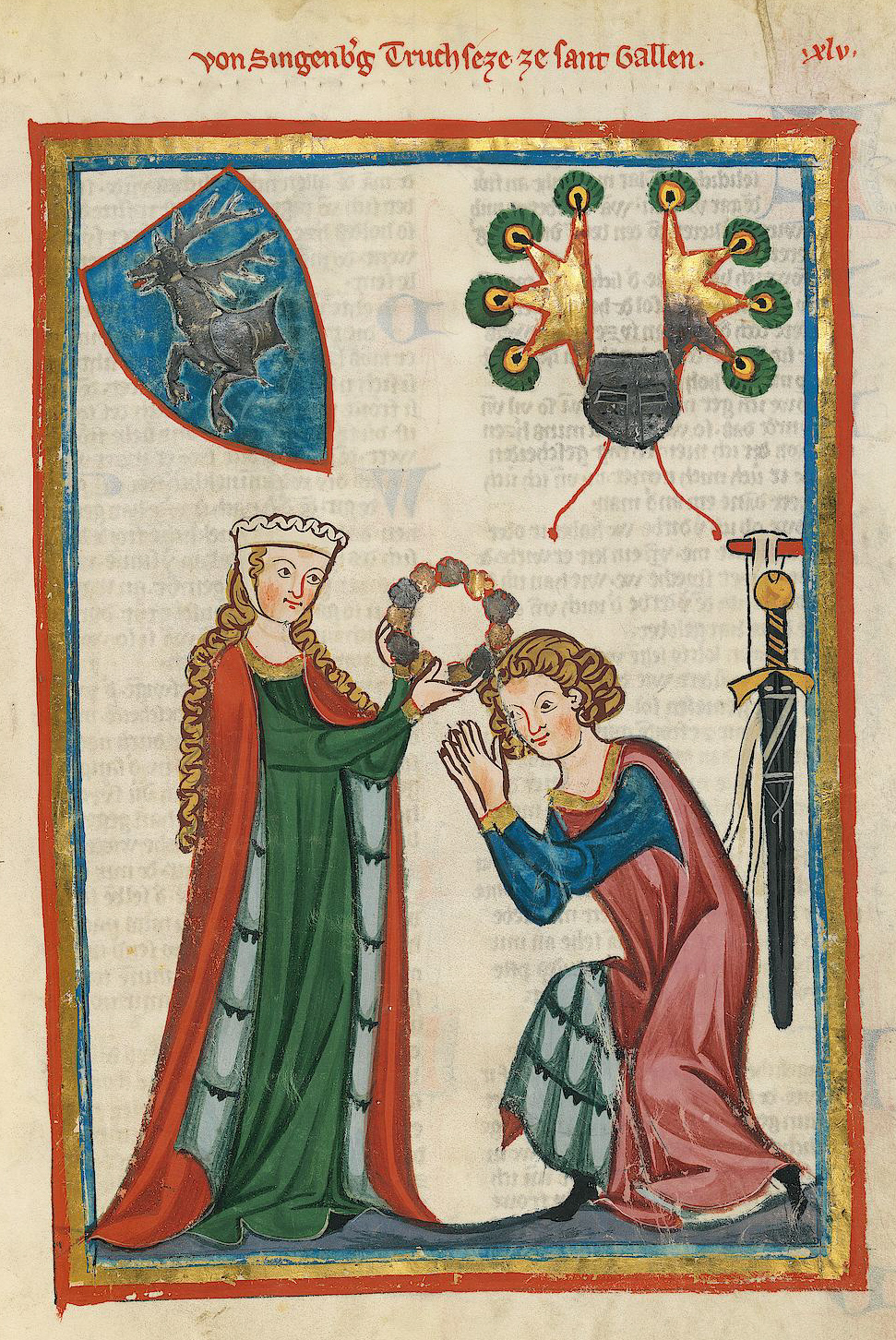
von Singenberg, Truchsess zu St. Gallen (Codex Manesse, 14. Jh.)

Ulrich von Singenberg,* zwischen 1175 und 1185, † zwischen 1230 und 1235, war Truchsess und mittelhochdeutscher Dichter, der vor allem in St. Gallen gewirkt hat. Die ihm zugeschriebenen Minnelieder sind in der Kleinen Heidelberger Liederhandschrift, der Grossen Heidelberger Liederhandschrift sowie in der Weingartner Liederhandschrift überliefert.

## Abriss des Lebenslaufes
Geboren als Ulrich III. von Sitterdorf, Sohn des Truchsesses Ulrich II. von Sitterdorf und der Hadwig von Staufen ist er erstmals 1209 mit seinem Vater belegt und tauschte später den Namen "von Sitterdorf" gegen den "von Singenberg" ein. Er erbte spätestens 1219 das Truchsessenamt von seinem Vater und stand im Dienst des Fürstabts von St. Gallen. 1228 trat er als Gesandter bei König Heinrich VII. als Zeuge auf. Im selben Jahr, am 2. September 1228, unterschrieb er eine Urkunde als Mitstifter des St. Galler Heiliggeistspitals. Sein Todesjahr ist nicht dokumentiert, wohl aber der Todestag, der 16. Februar. Allerdings dürfte er "1243 bereits seit geraumer Zeit tot gewesen sein". 

## Werk
Sein neu angenommener Beiname von Singenberg verweist programmatisch auf sein umfangreiches, künstlerisches Wirken als Minnesänger. Die 35 erhaltenen Gesangstexte umfassen neben klassischen Minneliedern auch geistliche und politisch motivierte Sangsprüche. Insgesamt sind von Ulrich 36 Lieder und 4 Sangsprüche überliefert, verteilt auf die oben erwähnten Liederhandschriften. Die Lieder Ulrichs sind keineswegs Kopien seines erklärten Meisters Walther von der Vogelweide, sondern heben sich ab durch kritische und parodistische Distanz zu seinem Vorbild.
Ein anonymer Nachruf auf den Sänger lautete denn auch: 
- von Sente Gallin frunt, din sheidin duͦt mir we,
- duͦ ruwis mich, dins shimphis manigir kunde wol gelachin.